# Windows Messenger
|  | Aquest article tracta sobre Windows Messenger. Vegeu-ne altres significats a «Messenger». |

Versió del conegut Messenger exclusiu per a Windows XP. Aquesta versió era la primera que suportava la veu per comunicar-se des d'un programa de missatgeria.
El desenvolupament del Windows Messenger va ser aturat després de la versió 5.1 a favor del Windows Live Messenger i el Office Communicator. Plug-ins pel Windows Messenger, com accés a la safata d'entrada del correu Hotmail ja no van estar més diponibles; els usuaris van ser encoratjats a descarregar- se el Windows Live Messenger o l'Office Communicator, depenent de les necessitats.